# Take Over and Destroy
Take Over and Destroy (Abkürzung: TOAD) ist eine US-amerikanische Metal- und Rock-Band aus Phoenix, Arizona, die im Jahr 2008 gegründet wurde.

## Geschichte
Die Band wurde im Jahr 2008 gegründet. In der folgenden Zeit organisierte die Band mehrfach eigene Touren und ging zudem zusammen mit Agrimonia sowie mit Year of No Light auf jeweils eine US-Tournee. Außerdem erschien 2009 eine Split-Veröffentlichung mit Drone Throne, eine EP namens Rotten Tide im Jahr 2011, eine Split-Veröffentlichung im Jahr 2012 mit VON sowie das Debütalbum Endless Night im Jahr 2013. Bereits ein Jahr später erschien das zweite Album Vacant Face. 2015 wurde das Album bei Pulverised Records als Schallplatten-Version veröffentlicht.

## Stil
Gretha Breuer vom Rock Hard schrieb über die Musik der Band als „Black Metal trifft auf Rock-Riffs“ wobei „eine psychedelische Orgel“ auf Growls und eine punkige Version von Andrew Eldritch treffe. Die Band selbst beschreibe ihre Musik als „[e]ine amerikanische Rock ’n’ Roll-Band aus den Siebzigern, gefangen im Körper einer skandinavischen Metalband aus den frühen Neunzigern, die einen John-Carpenter-Film vertont“. Eine Ausgabe zuvor hatte Breuer Vacant Face rezensiert. Im Titellied führe die Gruppe den Klargesang ein, wodurch Gothic-Züge hervortreten würden. Zudem würden Black-Metal-Blastbeats und Rock-Riffs und Orgel verarbeitet werden. Außerdem zerre man Tiamat auf die Operettenbühne. Zu den Growls wechsle man zwischen Offbeat und verspielten Melodien. Die Rock-Riffs vom Lied Deep End würden kurzzeitig an Kvelertak erinnern.

## Diskografie
- 2009: Drone Throne / TOAD (Split mit Drone Throne, Boue Records)
- 2011: Rotten Tide (EP, Eigenveröffentlichung)
- 2012: Black Mass: Jesus Stain (Split mit VON, Von Records)
- 2013: Endless Night (Album, Comfort Point Records)
- 2014: Vacant Face (Album, Comfort Point Records)
- 2015: Take Over and Destroy / Gatecreeper (Split mit Gatecreeper, President Gator Records)